# فتالیک اسید
فتالیک اسید (به انگلیسی: Phthalic acid) با فرمول شیمیایی C8H6O4 یک ترکیب شیمیایی است. که جرم مولی آن ۱۶۶٫۱۴ گرم بر مول می‌باشد. شکل ظاهری این ترکیب، جامد سفید است.
_طرز تهیه_
از اکسایش نفتالن توسط اکسنده هایی نظیر پر منگنات پتاسیم یا دی کرومات پتاسیم تولید می شود